# Pallacanestro 3x3 maschile ai XIX Giochi del Mediterraneo
Il torneo di pallacanestro 3x3 maschile ai XIX Giochi del Mediterraneo si è svolto dal 30 giugno al 3 luglio 2022 al Sidi M’hamed Public Garden Court di Orano.
La vittoria finale è andata alla Francia che ha sconfitto 19-13 l'Serbia, completa il podio la Spagna che nella finale valevole per il bronzo ha avuto la meglio sulla Turchia vincendo 19-13 ai tempi supplementari.

## Podio
| -  | Paese      | Formazione                                                                        |
| -- | ---------- | --------------------------------------------------------------------------------- |
|    | Francia    | Francia 3×34 Gomis, 6 Delaunay, 10 Bruyas, 17 Thirouard-Samson, All. -            |
|    | Serbia     | Serbia 3×38 Antić, 9 Momirov, 10 Stanković, 13 Kovačević, All. -                  |
|    | Spagna     | Spagna 3×33 Mendicote, 7 Arcos, 9 Mayo, 44 González, All. -                       |
| 4  | Turchia    | Turchia 3×38 Avsar, 13 Baş, 23 İvedi, 26 Halavurte, All. -                        |
| 5  | Algeria    | Algeria 3×35 Hifi, 6 Medjoubi, 7 Taleb, 8 Bellil, All. -                          |
| 6  | Portogallo | Portogallo 3×32 Gomes, 3 Amadu Embalo, 15 Costa Palhares, 24 Danso Banora, All. - |
| 7  | Croazia    | Template:Croazia maschile pallacanestro 3x3 Giochi del Mediterraneo 2022          |
| 8  | Grecia     | Template:Grecia maschile pallacanestro 3x3 Giochi del Mediterraneo 2022           |
| 9  | Egitto     | Template:Egitto maschile pallacanestro 3x3 Giochi del Mediterraneo 2022           |
| 10 | Italia     | Italia 3×33 Gallo, 12 Valentini, 16 Chinellato, 33 Serpilli, All. -               |
| 11 | Tunisia    | Template:Tunisia maschile pallacanestro 3x3 Giochi del Mediterraneo 2022          |
| 12 | Slovenia   | Slovenia 3×34 Gaberšek, 6 Gršič, 9 Vidrih, 32 Janežič, All. -                     |
| 13 | Cipro      | Cipro 3×34 Himonas, 13 Papademetriou, 14 Tretiakov, 77 Contantinou, All. -        |